# Sens
Sens (AFI: [sɑ̃s]) è un comune francese di 26 699 abitanti situato nel dipartimento della Yonne nella regione della Borgogna-Franca Contea.

## Storia
Era l'antica capitale dei Galli Senoni con il nome di Agendicum. Qui Gaio Giulio Cesare fece porre i quartieri invernali di ben sei legioni nel corso dell'inverno del 53-52 a.C., durante la conquista della Gallia. Il 1º gennaio 2008 parte del suo territorio si è distaccata formando il nuovo comune di Rosoy.

### Comunità ebraica
Sens fu sede di una comunità ebraica fin dal VI secolo, i cui membri risiedevano principalmente in rue de la Juiverie, rue de la Petite-Juiverie e rue de la Synagogue; avevano due cimiteri, uno in rue Saint-Pregts, venduto per conto del re dal balivo di Sens nel 1309, e l'altro in rue de la Parcheminerie, che passò in proprietà ai monaci Celestini nel 1336. La magnifica sinagoga, con i suoi bellissimi dipinti raffiguranti cerimonie ebraiche, fu demolita nel 1750 per far posto a un magazzino di sale.
Nel IX secolo Ansegiso di Fontenelle, arcivescovo e visconte di Sens e primate di Gallia, espulse gli Ebrei da Sens, probabilmente con il pretesto di una loro presunta combutta segreta con i Normanni; ma nel 1146 Luigi VII permise loro di tornare. Nel 1208 papa Innocenzo III si lamentò con Filippo Augusto perché gli Ebrei avevano costruito una sinagoga più alta della chiesa vicina e in essa pregavano con voce così alta da disturbare i fedeli cristiani.
I più importanti rabbini il cui nome è associato a Sens sono: Isaac ben Solomon, Eliezer di Sens, Moses di Sens, Nathan il Funzionario, Isaac ha-Levi ben Judah, Judah di Sens, Simeon o Samson di Sens e Samson ben Abraham di Sens, capo della scuola cittadina e soprannominato "il Principe di Sens" ("ha-Sar mi-Sans" o "Rabbenu Simson mi-Sans"). In un itinerario della Palestina, di autore anonimo ma studente di Nachmanide, descrivendo le tombe ai piedi del Monte Carmelo, nota specialmente quelle dei rabbini Samson, figlio di Abraham di Sens, e Joseph di Sens, nipote di Samson di Sens.

## Monumenti e luoghi d'interesse

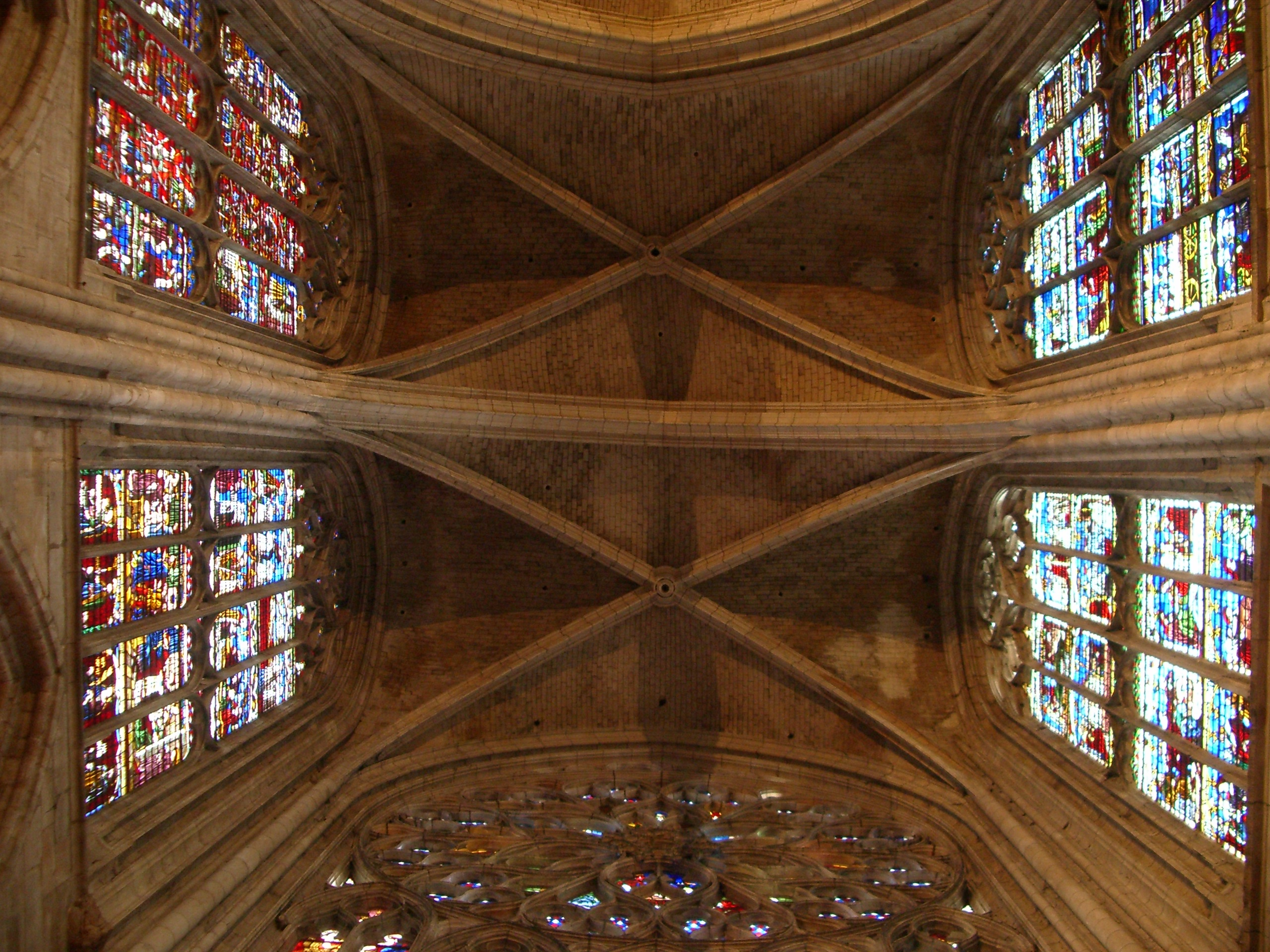
La volta e le vetrate gotiche del transetto della Cattedrale di Saint-Étienne

Il monumento più significativo di Sens è la cattedrale di Saint-Étienne, edificata a partire dal 1130 in stile gotico e terminata nel 1170. Il transetto, in stile tardogotico, fu aggiunto solamente nel 1490 e vanta pregevoli portali in stile gotico fiammeggiante, opera di Martin Chambiges. I lavori di rimaneggiamento dell'edificio si protrassero comunque fino al secolo XVI.
La facciata, scandita da contrafforti, tre portali e polifore, è fiancheggiata da due torri: quella sinistra, detta Tour de plomb, risale al secolo XII, mentre quella di destra, chiamata Tour de pierre, fu completata nel 1535. L'interno, vasto e solenne (misura 113,5 m di lunghezza per 15 m di larghezza e 24,5 m di altezza) è suddiviso in tre navate separate da possenti colonne binate sopra le quali corre un triforio a bifore. Alle spalle dell'altar maggiore, nel deambulatorio, si possono ammirare vetrate duecentesche di ottima fattura — tra le quali ve ne è una che raffigura la parabola del figliol prodigo — nonché la tomba del delfino di Francia (figlio di Luigi XV e padre di Luigi XVI), opera di Guillaume Coustou, il Giovane (1777).

## Società

### Evoluzione demografica
Abitanti censiti

## Amministrazione

### Gemellaggi
- Chester
- Lörrach
- Senigallia